# Комплекс мечети Сеид-Шеликер-бая
Комплекс мечети Сеид-Шеликер-бая — архитектурный памятник в Хиве (внешней части исторического города — Дишан-Кала), мусульманский религиозный комплекс. Включает мечеть, медресе, минарет и 2 небольших дворика. Именуется в честь построившего комплекс купца Шеликер-бая. Возведён в 1842 году.

## Расположение
Архитектурный комплекс расположен в Дишан-Кале — внешнем городе Хивы, — за воротами Палван-дарваза внутреннего города (Ичан-Калы).

## История
Комплекс был построен в 1830-40 гг. местным торговцем Саидом Ниязом Шаликарбай, который занимался выращиванием и продажей риса (шаликар – тот, кто растит рис). Также как и мечеть Джума, мечеть Саид Нияз Шаликарбай была пятничной мечетью.
В городе это вторая мечеть после Джума. Сейчас это действующая мечеть.

## Архитетктура
В плане комплекс имеет общие размеры 33,0 на 32,0 м с изломанными очертаниями, которые, вероятно, унаследованы от выделенного под застройку земельного участка.
Основу комплекса составляет четырёхстолпная мечеть с 9 куполами, установленными в квадрат 3 x 3. Высота основного объёма здания составляет 12 м. С северной стороны от мечети имеется дворик в форме трапеции, в значительной части отведённый под крытый айван. С северо-восточным углом мечети смыкается очень небольшое двухэтажное медресе. Между медресе и входным двориком возвышается минарет диаметром 4,5 метров. Он выступает центральной частью асимметричного, обращённого на север, фасада: с запада расположены входной портал и кирпичная ограда дворика, с востока — медресе. При этом по обеим сторонам, вдоль улицы тянется аркада с одинаковым ритмом, но в западной части она является глухой: узкие окна имеются только на втором этаже. При медресе имеется ещё один миниатюрный дворик (размером всего 4,6 x 4,2 метров), ограниченный с востока и севера худжрами.
Мечеть представляет собой строгую монументальную, типичную арочно-купольную постройку. Она увенчана девятью куполами, среди которых доминирует срединный благодаря несколько большей ширине (5,3 м в диаметре, рядовые — 4,8 м) и высоте. Все они имеют сфероконическую форму и лишены второго (внутреннего) купола, опираются на громоздкие крестообразные пилоны и пилястры между пристенными арками. Самый большой купол имеет арочные парус, образующие отдельный горизонтальный ярус, остальные — щитовые паруса. Во внешней стене мечети, обращённой к югу, находится михрабная ниша с маленьким прямоугольным михрабом. Вопреки идейному значению, композиция мечети выделяет центр, а не расположенный перед михрабом отсек здания. Войти в мечеть можно со стороны айвана, при этом вход в каждый из трёх нефов отделён от других.
Минарет комплекса является одним из заметных ориентиров Хивы. Его лёгкая фигура утончается кверху (энтазис отсутствует) и завершается карнизом, ниже которого выполнен арочный фонарь.
В отличие от мечети, композиция медресе является полностью утилитарной (о чём говорят плоские перекрытия помещений, застройка дворика худжрами лишь с 2 сторон) и не поддаётся отнесению к какому-либо типу.

## Декор
Несмотря на интересную архитектуру, комплекс декорирован достаточно скупо. На минарете имеются пояса фигурной выкладки, прочие здания на обращённой к улице стороне облицованы тёсанным жжённым кирпичом и украшены глазурованными элементами в форме бантиков.
Каждая из 3 колонн айвана образцово отделана резьбой по дереву в традиционном хивинском стиле. Согласно Э. В. Ртвеладзе, на центральной колонне имеется датировка 1212 годом хиджры, что соответствует 1797 году. По стенам айвана размещены интерьерные фигурные панно.